# Hernando Carrizosa Pardo
Hernando Carrizosa Pardo (Bogotá, 16 de diciembre de 1896-Bogotá, 25 de marzo de 1973) fue un abogado y político colombiano, miembro del Partido Conservador Colombiano.
Carrizosa se desempeñó como Gobernador de Cundinamarca y Ministro de Gobierno de Colombia.

## Biografía
Nació en Bogotá, capital de la República de Colombia, en diciembre de 1896, siendo hijo de Jorge Carrizosa Pardo y de Amelia Pardo Carrizosa. Se graduó como bachiller del Colegio Mayor de San Bartolomé y, posteriormente, ingresó a la Universidad Nacional de Colombia, de dónde se graduó como Abogado.
Afiliado al Partido Conservador, comenzó una carrera política como Concejal de Bogotá, y después, Contralor de la misma ciudad. En diciembre de 1929 fue designado Alcalde de Bogotá por el Gobernador Guillermo Camacho Carrizosa, ocupando el cargo hasta su renuncia en mayo de 1930. También ocuparía cargos jurídicos como Fiscal del Juzgado Superior de Bogotá y Administrador de Aduanas en Santa Marta y Barranquilla, además de ser profesor de la Universidad del Rosario.
En 1946, fue designado Senador de la República por la Asamblea Departamental de Cundinamarca y en las elecciones legislativas de 1947 (las primeras en las que se eligió a los senadores de forma directa) revalidó su escaño para el período 1947-1951, si bien su mandato se vio truncado por el cierre del Congreso en 1949. En 1951, el presidente Laureano Gómez lo nombró Gobernador de Cundinamarca, puesto que ocupó hasta marzo de 1953, poco antes del Golpe de Estado de ese año, liderado por el General Gustavo Rojas Pinilla.
Cuando cayó el régimen del General Rojas, fue elegido de nuevo Senador para la legislatura 1958-1962, donde fue miembro de la Comisión Primera de Asuntos Constitucionales y llegando a presidir la corporación en 1958 al ser miembro del Directorio Nacional del Partido Conservador. En 1960 fue nombrado Ministro de Gobierno por el presidente Liberal Alberto Lleras Camargo, en el marco del Frente Nacional.
Miembro de la Academia Colombiana de Jurisprudencia desde 1920, fue autor de obras tales como La servidumbre de medianería (1919), Las sucesiones (1941), Conferencias de derecho civil (1950) y Sucesiones y donaciones (1968). Estaba casado con Beatriz Gómez Cornejo, con quien no tuvo ningún hijo. Falleció en su ciudad natal en marzo de 1973.